# 教育調査研究所
一般財団法人 教育調査研究所（きょういくちょうさけんきゅうじょ）は、教育の学術的な調査研究を行う内閣府管下学術研究法人。1970年設立。

## 概要
教育調査研究所は1970年10月に東京大学教授であった細谷俊夫を設立代表者に、原田種雄・村井実・東洋・北島義俊・小坂佐久馬の6名の設立発起人によって文科省学術国際局管下の学術研究法人として設立された。
1972年、研究所の活動を長期的広域的な展望の下に、調査研究の拡充向上をはかるため財団法人教育調査研究所となる。発足にあたり理事長には細谷俊夫が就任し、顧問として小林行雄・朝永振一郎・波多野完治・平塚益徳を迎えた。
2012年に内閣府管下学術研究法人、一般財団法人となる。

## 刊行物
- 『教育展望』1955年の創刊から続く月間教育誌。国の教育政策、大学や教育研究機関の学術的研究、学校現場の実践活動、最新の教育情報の提供など、教育について理論と実践の両面から追求している。
- 『臨時増刊』『教育展望』の臨時増刊号。
- 『研究紀要』毎年行う調査研究の報告書として年1回発行している。

## セミナー
毎年8月に東京にて「教育展望セミナー」を開催している。また全国各地でもセミナーなどを通じた活動を行っている。

## 歴代理事長
- 初代 - 細谷俊夫
- 2代目 - 奥田真丈
- 3代目 - 新井郁男